# Макграт, Марк
Марк Сэйерс МакГрат (родился 15 марта 1968 года) — солист американской рок-группы Sugar Ray. Также Марк МакГрат широко известен как экс-ведущий шоу Extra и ведущий музыкально-развлекательного шоу Don’t Forget The Lyrics, новая версия которого вышла в эфир в сентябре 2010 года. В настоящее время проживает в Лос-Анджелесе (Калифорния).

## Биография

### Личная жизнь
МакГрат помолвлен с Карин Кингсленд. Они были помолвлены на Новый Год 2009 после 16 лет знакомства. 29 апреля 2010 года у пары родились близнецы Лайдон Эдвард и Хартли Грейс.

### Музыкальная карьера
МакГрат начал профессионально петь в 1992 году вместе со своими школьными друзьями в составе группы Shrinky Dinx (впоследствии переименованной в Sugar Ray). В 1994 году группа подписала контракт с Atlantic Records. Первый успех пришёл к ним в 1997 году с песней «Fly». 

Личная популярность МакГрата возросла, он стал появляться на обложках модных журналов, таких как Rolling Stone и Spin. Он также часто появлялся на каналах MTV и VH1, в различных интервью и на церемониях. Журнал «People» назвал его «Самым сексуальным рокером» 1998 года. В 1999 году МакГратa являлся участником недолго прожившей команды «The Wondergirls», членом которой был также Скотт Вайланд из «Stone Temple Pilots».
Он внес вклад треком «Reaching Out» в альбом «Strait Up», записанный в память о покойном вокалисте Линне Стрейте. МакГрат также появился в видео «Angel’s Son» для трека, также записанного для этого альбома, и выступал со своей группой на «The Tonight Show with Jay Leno».

В 2004 году он был хедлайнером, наряду со Стивеном Дженкинсом из «Third Eye Blind» на фестивале «The Justice Ball», ежегодно собирающего средства для центра юридической помощи «The House of Justice».

### Карьера на телевидении
С 2000 года МакГрат стал появляться как гость на различных телешоу, включая «Las Vegas» и «North Shore», а также появился вместе со всей группой «Sugar Ray» в кинофильме «Скуби Ду». Это стало его вторым появлением в кино, первое произошло в 1997 году в кинофильме «День отца».

С сентября 2004 года Марк МакГрат являлся совладельцем телепроекта «Extra television show», но в июле 2008 года он оставил шоу, дабы вновь вплотную сосредоточиться на своей музыкальной карьере. Он также выступал членом жюри на прослушивании для проекта американского телевидения «American Idol» (аналогом которого является «Фабрики звезд») в 2005 году. Канал WB предложил ему роль в культовом сериале «Зачарованные», в сезоне 2005 года, но, в конечном счете, из-за конфликтов его кандидатура была заменена Джейсоном Льюисом. В 2015 году сыграл одну из главных ролей в телефильме «Акулий торнадо 3».